# سان آندرس ده سوتاونتو
سان آندرس ده سوتاونتو (به اسپانیایی: San Andrés de Sotavento) یک سکونتگاه مسکونی در کلمبیا است که در بخش کوردوبا واقع شده‌است.